# Sveti Nikole
Sveti Nikole ("Sankt Nikolaus", makedonska: Свети Николе [ˌsvɛːti ˈnikɔlɛ] lyssna (fil)) är en stad i kommunen Sveti Nikole i centrala Nordmakedonien. Staden hade 11 728 invånare vid folkräkningen år 2021.
Sveti Nikole är belägen på Ovče Pole ("Fårfältet"). Traditionella näringar är fårskötsel, kött- och mejeriproduktion. Staden är huvudort i kommunen Sveti Nikole.
Av invånarna i Sveti Nikole är 97,68 % makedonier, 0,88 % valaker och 0,51 % turkar (2021).